# Elgaria velazquezi
Elgaria velazquezi là một loài thằn lằn trong họ Anguidae. Loài này được Grismer & Hollingsworth mô tả khoa học đầu tiên năm 2001.